# Manifiesto por la Guerrilla del Acceso Abierto
El Manifiesto por la Guerrilla del Acceso Abierto (título original en inglés: Guerrilla Open Access Manifesto) es un documento escrito por el activista y programador estadounidense Aaron Swartz en julio de 2008, durante una estancia en Eremo, Italia. Publicado bajo la licencia Creative Commons Public Domain Mark 1.0, el manifiesto aboga por la libre difusión del conocimiento científico incluso si ello implica desafiar las leyes de derecho de autor.

## Contexto histórico
A finales de la década del 2000, la mayor parte de la literatura científica seguía siendo accesible solo mediante costosas suscripciones a revistas académicas, a pesar de las esperanzas de que Internet bajaría los costos y haría universal el acceso al conocimiento. De hecho, el costo de acceder a resultados de investigación aumentó tras la transición al formato digital, quedando muchos hallazgos “secuestrados” tras muros de pago impuestos por editoriales comerciales. Este modelo cerraba el paso a investigadores, estudiantes y al público general que no contaran con suscripción. Situaciones como cobrar a académicos por leer el trabajo de sus colegas, digitalizar bibliotecas enteras pero restringir su uso a ciertos privilegiados, o limitar la disponibilidad de artículos al Primer Mundo dejando fuera al Sur Global, eran vistas por activistas como prácticas indignantes e inaceptables.
Para entonces ya existía un creciente movimiento internacional por el acceso abierto a la ciencia. Declaraciones como la de Budapest (2002) o Berlín (2003) habían sentado principios para que los autores publicaran sus trabajos en forma abierta. Sin embargo, estas iniciativas se centraban en asegurar que los científicos no cedieran sus derechos de autor en futuras publicaciones, promoviendo revistas de acceso abierto o archivos institucionales, sin resolver el acceso al enorme acervo de artículos publicados en el pasado. Tras décadas de esfuerzos legales y convencionales que no lograron abatir las barreras de pago, comenzaba a surgir la idea de recurrir a tácticas de desobediencia civil electrónica como vía legítima para “liberar” el conocimiento científico secuestrado. En este contexto , Aaron Swartz consideró necesaria una postura más radical que desembocó en la redacción del Manifiesto por la Guerrilla del Acceso Abierto en 2008.
La autoría del manifiesto recae en Aaron Swartz, quien lo publicó en su sitio web personal en 2008. El texto reflejaba fielmente sus convicciones y estrategias de activismo digital. De hecho, pocos años después, Swartz llevó a la práctica los postulados del manifiesto de forma contundente: entre 2010 y 2011 ingresó a la red abierta del MIT y descargó de manera automatizada unos 4 millones de artículos académicos de la base de datos JSTOR, presuntamente con la intención de liberarlos al dominio público. Estas acciones, alineadas con la filosofía de “guerrilla” del acceso abierto, derivaron en su arresto en enero de 2011 y en una acusación formal por múltiples delitos, incluyendo fraude informático y allanamiento. Fiscales federales en Estados Unidos utilizaron fragmentos del manifiesto como evidencia para argumentar que Swartz había actuado con animo subversivo; señalaron que su conducta reflejaba exactamente la exhortación del texto a “descargar revistas científicas y subirlas a redes para compartir archivos. Swartz afrontaba un proceso legal con cargos de hasta 50 años de prisión y una multa de 4 millones de dólares. Bajo esa intensa presión, el 11 de enero de 2013, a los 26 años, Aaron Swartz se quitó la vida antes de que el juicio concluyera. Su muerte conmocionó a la comunidad internacional y convirtió al joven en un mártir para muchos dentro del movimiento por el libre acceso al conocimiento.

## Contenido del manifiesto
El Manifiesto por la Guerrilla del Acceso Abierto es un texto breve. Swartz lo inicia con la contundente afirmación «La información es poder», y a lo largo del documento argumenta que el conocimiento científico y cultural del mundo está siendo acaparado por un puñado de corporaciones privadas que lo mantienen tras barreras de pago. El autor sostiene que las leyes de copyright, influenciadas por intereses corporativos, han derivado en un sistema injusto que restringe artificialmente quién puede acceder a la información. Frente a esta realidad, el manifiesto propone adoptar métodos transgresores para lograr los objetivos del acceso abierto, incluyendo la desobediencia civil y la violación deliberada de las restricciones legales que impiden la libre circulación del conocimiento. Swartz enmarca su postura en la tradición de la desobediencia civil no violenta, declarando que “no hay justicia en seguir leyes injustas” cuando dichas leyes privatizan bienes comunes como el saber.
En el texto, Swartz denuncia explícitamente a editoriales académicas por lucrar con la investigación académica y por colocar barreras monetarias que separan el contenido de sus potenciales lectores. Menciona que incluso los avances científicos más importantes quedan fuera del alcance de quienes no puedan pagar, profundizando brechas de conocimiento a nivel global. El manifiesto reconoce la labor del Movimiento por el Acceso Abierto en persuadir a los investigadores para que publiquen sus nuevos trabajos bajo licencias libres, pero subraya que tales esfuerzos solo aseguran el acceso a las publicaciones futuras, dejando “perdido” todo el conocimiento previamente publicado bajo muros de pago. 
El núcleo del manifiesto es una exhortación ética: quienes tienen el privilegio de acceder al “banquete del conocimiento” (estudiantes, bibliotecarios, académicos de instituciones adineradas) no deben mantener ese privilegio solo para sí, sino que tienen el deber moral de compartirlo. Swartz aplaude las prácticas clandestinas que ya ocurrían —como compartir contraseñas universitarias, descargar artículos para colegas o liberar archivos por medios anónimos— y rechaza que dicho compartir sea etiquetado como “piratería” o robo equiparable a crímenes violentos.
Tras establecer la injusticia del sistema, el manifiesto llama a la acción directa y coordinada a escala global. Swartz propone “salir a la luz” y emprender una “guerrilla” contra la privatización del saber, siguiendo el ejemplo de héroes de la desobediencia civil del pasado. Específicamente, insta a tomar la información en donde esté almacenada (repositorios cerrados, bases de datos privadas, bibliotecas digitales limitadas), hacer copias y compartirlas públicamente en Internet. Anima a añadir al acervo libre aquellas obras sin copyright, a comprar bases de datos de acceso restringuido para luego liberarlas, y a descargar masivamente revistas científicas para subirlas a redes para compartir archivos. Estas acciones constituyen, a su juicio, una forma de resistencia legítima contra el “robo privado de la cultura pública” que perpetran las corporaciones amparadas por leyes injustas.

## Legado
El manifiesto de Aaron Swartz ha tenido un impacto significativo tanto en la cultura del acceso abierto como en el ámbito de la tecnología, la ética hacker y el activismo digital, especialmente tras la trágica muerte de su autor en 2013. Durante el proceso judicial contra Swartz, sus palabras escritas en 2008 adquirieron un peso profético. Las autoridades utilizaron el Guerrilla Open Access Manifesto como evidencia de la intencionalidad detrás de sus actos de hacktivismo. La severidad de la persecución legal (con décadas de cárcel en juego) fue ampliamente criticada por la comunidad académica y tecnológica, y muchos la señalan como factor determinante en la decisión de Swartz de quitarse la vida. En reacción, surgió un movimiento de solidaridad sin precedentes; en los días posteriores al suicidio de Swartz, miles de investigadores y profesores de todo el mundo inundaron Internet con copias gratuitas de sus artículos académicos, incluso aquellos sujetos a copyright, como homenaje y protesta.